# Joachim d'Alexandrie
Joachim d'Alexandrie est un patriarche melkite d'Alexandrie  de 1487  à 1565/1567.

## Contexte
Selon L'Art de vérifier les dates Joachim est élu patriarche à l'âge de 38 ans comme successeur de Grégoire V. après la conquête de l'Égypte par les armées du  sultan ottoman Sélim Ier il reçoit un Firman assurant les privilèges du patriarcat. Il entretient de relations avec le tsarat de Russie qui lui envoie des subsides financiers. Il participe à un Synode à Constantinople en 1544. Il ordonne l'archevêque du Sinaï qui avait été consacré par le patriarche de Jérusalem. On détient encore un document émanant de lui daté du 1er décembre 1565 il meurt peu après à l'âge de 119 ans.